# Bert Sitters
Bertus (Bert) Sitters (Amsterdam, 10 december 1941 – 13 november 2022)
 was een Nederlands topzwemmer, waterpoloër en zwemcoach.
Als zwemmer en waterpoloër kwam Sitters uit voor het Amsterdamse Het Y. Hij nam tweemaal deel aan de Olympische Spelen, in 1960 en 1964. In Rome nam hij deel aan de 200 meter vlinderslag. Vier jaar later in Tokio nam hij deel aan de 100 meter vrije slag en de 4×200 meter vrije slag.
Na zijn actieve carrière werd Sitters bondscoach bij de KNZB en de Spaanse zwembond. Tussen 1983 en 1986 was hij de technisch directeur van de Spaanse zwembond. Tot eind jaren tachtig leidde hij afwisselend de Nederlandse nationale ploeg of die van de Spanjaarden. Als zwemcoach maakte hij de Olympische Spelen mee van 1976, 1980, 1984 en 1988.
Sitters gaf geregeld commentaar voor Eurosport bij het zwemmen.